# Île du Cap aux Meules
L'île du Cap aux Meules est une île dans le golfe du Saint-Laurent. Elle est la deuxième île en superficie de l'archipel québécois des îles de la Madeleine.
L'île du Cap aux Meules est l'île centrale de l'archipel, comprenant l'hôpital et les autres services publics centralisés, tout comme le port d'arrivée des traversiers. Le port de Cap-aux-Meules est le point de départ des excursions en bateau pour la pêche, l'observation des falaises et la visite de l'île d'Entrée.  L'île se partage en trois localités : Cap-aux-Meules, Fatima et L'Étang-du-Nord. 
On peut y admirer l'église en bois de Lavernière, classée monument historique du Québec depuis 1992, une des plus imposantes églises de bois encore existantes en Amérique du Nord.